# Allodonta synthesina
Allodonta synthesina är en fjärilsart som beskrevs av Alexander Schintlmeister 1993. Allodonta synthesina ingår i släktet Allodonta och familjen tandspinnare. Inga underarter finns listade i Catalogue of Life.